# كارل رايشنباخ
كارل لودفيج فرايهر فون رايشنباخ (12 فبراير 1788 - يناير 1869) (بالإنجليزية Carl Reichenbach) عالم كيمياء ألماني بارز وعالم جيولوجيا ومعادن وخبير وعالم صناعي وفيلسوف وعضو في الأكاديمية البروسية للعلوم. اشتهر باكتشافاته للعديد من المنتجات الكيميائية ذات الأهمية الاقتصادية المستخرجة من القطران مثل الإيبون (eupione) ،و شمع البارافين، والبيتيكال pittacal (أول صبغة اصطناعية) والفينول (مطهر). كما كرس نفسه في سنواته الأخيرة من عمره للبحث في المجال الغير مثبت علميا من علم الطاقة الذي يجمع بين الكهرباء والمغناطيسية والحرارة المنبعثة من جميع الكائنات الحية، والتي سماها قوة أوديك (Odic force).

## حياته
تلقى كارل رايشنباخ تعليمه في جامعة توبنغن ، حيث حصل على درجة دكتوراه في الفلسفة. وفي سن ال 16 تصور فكرة إنشاء دولة ألمانية جديدة في واحدة من جزر بحر الجنوب (المسماة بولنيزيا) ، وكرس نفسه لمدة خمس سنوات لهذا المشروع.
بعد ذلك، وجه اهتماماته إلى تطبيقات العلوم على الفنون الصناعية، وزار أماكن الصناعات التحويلية والمعدنية في فرنسا وألمانيا ، وأنشأ أول شركة معدنية حديثة، وصنع لنفسه أدوات من المعادن عندما كان يعيش في مدينة فيلينغن وهاوزاخ في منطقة الغابة السوداء في جنوب ألمانيا ثم في مدينة بادن.

## المساهمات العلمية
أجرى كارل رايشنباخ تحقيقات علمية في العديد من المجالات. وأول دراسة جيولوجية نشرها في النمسا كانت بعنوان (معلومات جيولوجية عن مدينة مورافيا) سنة 1834م.
منصبه كرئيس للصناعات الكيميائية الكبيرة وأفران الحديد ومحلات الآلات ضمن له فرصًا ممتازة لإجراء البحوث التجريبية واسعة النطاق. في الفترة من 1830 إلى 1834 ، قام بدراسة المنتجات المعقدة لتقطير المواد العضوية مثل الفحم والخشب، واكتشف عددًا من المركبات الهيدروكربونية القيمة بما في ذلك الكريوزوت والبارافين والإيبون والفينول (المطهرات) والبيتاكال والسيدريت (أنواع من الأصباغ الاصطناعية).
وضع كارل رايشنباخ خليط من زيوت الهيدروكربون تحت اسم الإيبونات، والتي تعرف اليوم باسم البارافين الشمعي أو زيوت الفحم. وفي مقالته العلمية التي تصف المادة والتي نشرها لأول مرة في ( الكتاب السنوي الجديد في الكيمياء والفيزياء) ، ركز كارل رايشنباخ على الأهمية الاقتصادية للإيبونات وعلى البارافينات (شمع البرافين) المرتبطة بها، وتم اكتشاف طرق لفصلها عن الأسفلت بتكلفة قليلة.

## القوة الأودكيَّة
تقاعد فون رايشنباخ من الصناعة في عام 1839، وبدأ في إجراء تحقيق في أمراض الجهاز العصبي البشري. درس الوهن العصبي، والسير أثناء النوم، والهستيريا، والرهاب، مشيرًا إلى التقارير التي تفيد بأن هذه الحالات متأثرة بالقمر، أي أن القمر له تأثير في حدوثها. وبعد إجراء مقابلات مع العديد من المرضى، استبعد العديد من الأسباب والعلاجات، لكنه خلص إلى أن مثل هذه الأمراض تميل إلى التأثير على الأشخاص الذين كانت قدراتهم الحسية نشطة على نحو غير عادي، وأسمى هؤلاء "الحساسون".
متأثرًا بأعمال فرانز أنطون ميسمر، افترض أن الحالة يمكن أن تتأثر بالكهرومغناطيسية البيئية، ولكن أخيرًا قادته تحقيقاته إلى اقتراح قوة جديدة لا يمكن قياسها متوافقة ومُرتبطة مع المغناطيسية، والتي كان يعتقد أنها تنبثق وتصدر من معظم المواد، وهي نوع من "مبدأ الحياة" الذي يتخلل ويربط جميع الكائنات الحية. وقد أطلق على هذا المظهر الحيوي اسم (القوة الأودكية). واشتق الاسم من اسم الإله الجرماني أودن أو أودين في عام 1845.